# Südostasienspiele 1967/Badminton
Titelträger im Badminton wurden bei den Südostasienspielen 1967 in Bangkok in fünf Einzeldisziplinen ermittelt. Die Spiele fanden vom 9. bis zum 16. Dezember 1967 statt.

## Medaillengewinner
| Disziplin    | Gold                               | Silber                                | Bronze                               |
| ------------ | ---------------------------------- | ------------------------------------- | ------------------------------------ |
| Herreneinzel | Sangob Rattanusorn                 | Somsook Boonyasukhanonda              | Billy Ng                             |
| Herreneinzel | Sangob Rattanusorn                 | Somsook Boonyasukhanonda              | Yew Cheng Hoe                        |
| Dameneinzel  | Thongkam Kingmanee                 | Rosalind Singha Ang                   | Sumol Chanklum                       |
| Dameneinzel  | Thongkam Kingmanee                 | Rosalind Singha Ang                   | Myint Myint Khin                     |
| Herrendoppel | Ng Boon Bee Tan Yee Khan           | Raphi Kanchanaraphi Narong Bhornchima | Chavalert Chumkum Sangob Rattanusorn |
| Herrendoppel | Ng Boon Bee Tan Yee Khan           | Raphi Kanchanaraphi Narong Bhornchima | Yew Cheng Hoe Khor Cheng Chye        |
| Damendoppel  | Rosalind Singha Ang Teoh Siew Yong | Silvia Tan Ho Cheng Yoke              | Boopha Kaenthong Mulliga Phitakarnop |
| Damendoppel  | Rosalind Singha Ang Teoh Siew Yong | Silvia Tan Ho Cheng Yoke              | Thongkam Kingmanee Sumol Chanklum    |
| Mixed        | Chirasak Champakao Sumol Chanklum  | Sila Ulao Mulliga Phitakarnop         | Lee Guan Chong Yap Hei Lin           |
| Mixed        | Chirasak Champakao Sumol Chanklum  | Sila Ulao Mulliga Phitakarnop         | Ng Boon Bee Teoh Siew Yong           |

## Halbfinalresultate
| Disziplin    | Sieger                                | Gegner                               | Ergebnis          |
| ------------ | ------------------------------------- | ------------------------------------ | ----------------- |
| Herreneinzel | Somsook Boonyasukhanonda              | Yew Cheng Hoe                        | 9–15, 15–12, 15–8 |
| Herreneinzel | Sangob Rattanusorn                    | Billy Ng                             | 15–9, 15–6        |
| Dameneinzel  | Rosalind Singha Ang                   | Sumol Chanklum                       | 11–3, 11–6        |
| Dameneinzel  | Thongkam Kingmanee                    | Myint Myint Khin                     | 11–6, 11–8        |
| Herrendoppel | Ng Boon Bee Tan Yee Khan              | Chavalert Chumkum Sangob Rattanusorn | 15–11, 15–10      |
| Herrendoppel | Narong Bhornchima Raphi Kanchanaraphi | Khor Cheng Chye Yew Cheng Hoe        | 15–13, 15–3       |
| Damendoppel  | Rosalind Singha Ang Teoh Siew Yong    | Boopha Kaenthong Mulliga Phitakarnop | 15–5, 15–4        |
| Damendoppel  | Sylvia Tan Ho Cheng Yoke              | Sumol Chanklum Thongkam Kingmanee    | 15–13, 15–5       |
| Mixed        | Chirasak Champakao Sumol Chanklum     | Ng Boon Bee Teoh Siew Yong           | 15–6, 15–10       |
| Mixed        | Sila Ulao Mulliga Phitakarnop         | Lee Guan Chong Yap Hei Lin           | 9–15, 15–5, 15–6  |

## Finalresultate
| Disziplin    | Sieger                             | Finalist                              | Ergebnis         |
| ------------ | ---------------------------------- | ------------------------------------- | ---------------- |
| Herreneinzel | Sangob Rattanusorn                 | Somsook Boonyasukhanonda              | 18–17, 17–14     |
| Dameneinzel  | Thongkam Kingmanee                 | Rosalind Singha Ang                   | 11–8, 2–11, 11–3 |
| Herrendoppel | Ng Boon Bee Tan Yee Khan           | Raphi Kanchanaraphi Narong Bhornchima | 15–7, 15–8       |
| Damendoppel  | Rosalind Singha Ang Teoh Siew Yong | Sylvia Tan Ho Cheng Yoke              | 18–17, 15–8      |
| Mixed        | Chirasak Champakao Sumol Chanklum  | Sila Ulao Mulliga Phitakarnop         | 7–15, 15–7, 15–4 |

## Medaillenspiegel
| Platz | Land     | Gold | Silber | Bronze | Gesamt |
| ----- | -------- | ---- | ------ | ------ | ------ |
| 1     | Thailand | 3    | 3      | 4      | 10     |
| 2     | Malaysia | 2    | 2      | 5      | 9      |
| 3     | Birma    | -    | -      | 1      | 1      |

## Referenzen
- Percy Seneviratne (1993) Golden Moments: the S.E.A Games 1959–1991 Dominie Press, Singapur ISBN 981-00-4597-2
- Geschichte der Südostasienspiele
- Lew Hon Kin: SEA Games Records 1959–1985, Petaling Jaya – Penerbit Pan Earth, 1986
- olympic.org.my (Memento vom 2. Januar 2008 im Internet Archive)
- https://eresources.nlb.gov.sg/newspapers/Digitised/Article/straitstimes19671216-1.2.97.1
- https://eresources.nlb.gov.sg/newspapers/Digitised/Article/straitstimes19671215-1.2.122.3